# Dritte Pingnan-Brücke
Die Dritte Pingnan-Brücke (chinesisch 平南三桥, Pinyin píngnán sānqiáo, international Pingnan Third Bridge genannt) ist eine Straßenbrücke über den Xun Jiang genannten Abschnitt des Westflusses (der später im Perlfluss mündet). Sie steht im Zuge der neuen westlichen Umgehungsstraße von Pingnan in der chinesischen Provinz Guangxi.
Die insgesamt 1035 m lange Brücke hat vier Fahrspuren mit beidseitigen Pannenstreifen und Gehwegen. Sie besteht aus einer 170 m langen Vorlandbrücke am Südufer, einer CFST-Bogenbrücke mit einer Stützweite von 575 m und einer 280 m langen Vorlandbrücke am Nordufer.
Mit ihrer Stützweite von 575 m ist sie die zweitgrößte Bogenbrücke der Welt, seitdem 2024 die Tian’e-Longtan-Brücke mit einer Stützweite von 600 m eingeweiht wurde. Sie ist größer als die bisher die Liste der größten Bogenbrücken mit 552 m anführende Chaotianmen-Yangtse-Brücke und übertrifft deutlich die Bosideng-Brücke, die mit einer Stützweite von 530 m bisher größte CFST-Bogenbrücke.
Ihr großer, roter Bogen ist 34,3 m breit und besteht aus zwei Bogenrippen, die durch einen Windverband verbunden und versteift sind. Die Gehwege werden außen an ihm vorbeigeführt. Jede Bogenrippe besteht aus vier Stahlrohren mit ⌀ 140 cm, die quer mit ⌀ 85 cm und vertikal mit ⌀ 70 cm Rohren verbunden sind. Die Rippen sind 4,20 breit, ihre Bauhöhe nimmt von 17 m an den Widerlagern auf 8,5 m im Scheitel ab. Um die mit der Betonfüllung der Rohre verbundenen Probleme (unvollständige Verfüllung, Schwinden des Betons) zu vermeiden, wurde ein Vakuumverfahren zum Einpumpen und eine spezielle Betonsorte entwickelt.
Der Fahrbahnträger ist ein Verbund aus einem stählernen Vollwandträgerrost und einer 15 cm starken Betondecke.
Das südliche Widerlager konnte relativ problemlos auf dem anstehenden Fels gegründet werden, während das nördliche Widerlager im dortigen Kies eine besonders umfangreiche und technologisch anspruchsvolle Gründung erforderte. Die paarweise angeordneten Pfeiler der Vorlandbrücken stehen auf Bohrpfählen.
Der Bau begann am 7. August 2018. Die fertige Brücke wurde am 28. Dezember 2020 dem Verkehr übergeben.
Der Bogen und der Fahrbahnträger wurde in großen, bis zu 215 t schweren Stücken vorgefertigt, die per Schiff angeliefert und mit einem großen Kabelkran an ihre Position gehoben wurde. Für den Kabelkran wurden zuvor zwei hohe Fachwerktürme errichtet, an denen auch die im Freivorbau wachsenden Bogenhälften rückverankert wurden. Die jeweiligen Kranlasten und die Spannung der Rückverankerung mussten dabei laufend, auch mit Hilfe einer satellitengestützten Vermessung, kontrolliert und justiert werden.